# Raoued
Raoued (arabisch رواد, DMG Rawād) ist eine Stadt im Gouvernement Tunis in Tunesien, die in den nördlichen Vororten von Tunis liegt (20 Kilometer vom Stadtzentrum entfernt). Sie gehört zum Gouvernement Ariana und ist Namensgeberin einer Delegation mit 94 691 Einwohnern im Jahr 2014. Zu der Delegation gehören neben der Stadt Raoued weitere Ortschaften.
Raoued ist vor allem für seinen langen Strand bekannt, der zwischen La Marsa und Kalâat el-Andalous liegt.

## Geschichte
Am 15. April 1988 landete hier das israelische Kommando, dass den PLO-Vertreter Chalil al-Wazir ermordete. Die israelische Diktion für solche Aktionen ist „Gezielte Tötung“.